# Bruno Windisch

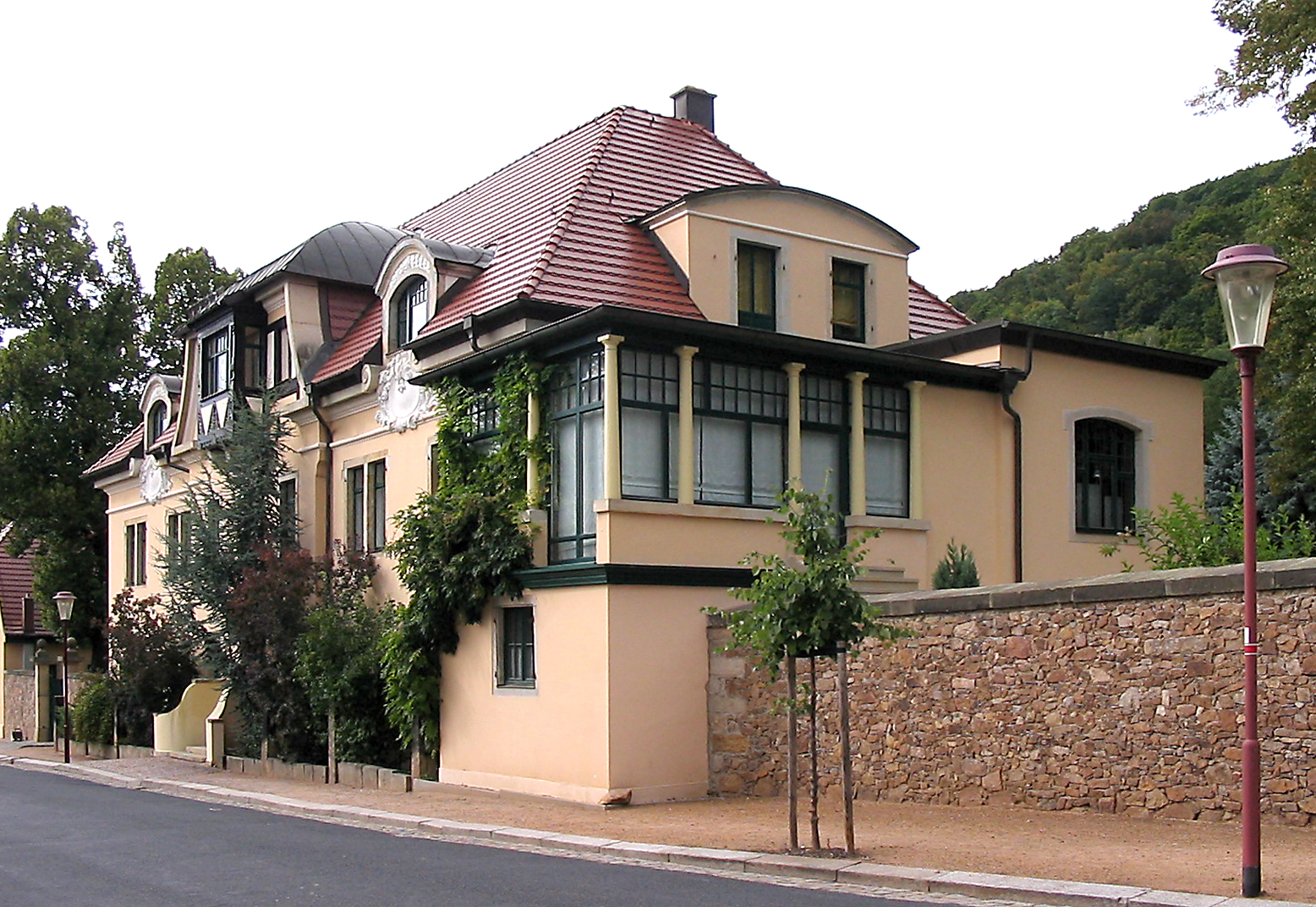
Haus Windisch, Wohnort von Bruno Windisch in Oberlößnitz

Hermann Bruno Windisch (* 18. April 1849 in Dresden; † 27. Januar 1916 in Oberlößnitz) war ein sächsischer Offizier, Oberjustizrat und Präsident des Königlich-Sächsischen Militärvereinsbund.

## Leben
Bruno Windisch war Sohn des Bürgerschullehrers Louis Windisch. Er besuchte eine Bürgerschule, anschließend die Kreuzschule zu Dresden und studierte anschließend Jura in Leipzig. Am 1. April 1868 diente er als Einjährig-Freiwilliger beim Schützen-(Füsilier-)Regiment „Prinz Georg“ (Königlich Sächsisches) Nr. 108 und wurde anschließend am 31. März 1869 zur Reserve entlassen. Nach Ausbruch des Krieges gegen Frankreich nahm er aktiv beim 2. Königlich Sächsischen Jäger-Bataillon Nr. 13 am Kampfgeschehen teil und wurde mit dem Eisernen Kreuz II. Klasse sowie der goldenen Medaille des Militär-St.-Heinrichs-Ordens ausgezeichnet.
Er widmete sich anschließend wieder der juristischen Laufbahn und trat am 1. August 1872 als Akzessist beim Gerichtsamt Dresden ein. Er wirkte darauf als Assessor beim Gerichtsamt Dresden und wurde 1879 zum Anwalt ernannt und als solcher verpflichtet. Er wurde deshalb noch im selben Jahr auf eigenes Ansuchen aus dem Department der Justiz entlassen und trat so in die Praxis des Rechtsanwalts Heinrich Nake ein. 1892 wurde er zum Notar ernannt. Windisch trat am 28. Juli 1889 in das Bundespräsidium des Königlich-Sächsischen Militärvereinsbund ein und diente dort die nächsten Jahre als zweiter Bundesschriftführer. Am 22. Januar 1891 schied er als Hauptmann der Landwehr-Jäger aus dem Dienst aus. Er wurde 1899 als Nachfolger des verstorbenen Inspektor Anton Tanner zum 1. Präsidenten gewählt und beteiligte sich eifrig am Aufbau des Bundes und der Erschaffung zahlreicher Wohlfahrtseinrichtungen. Unter Windisch stiegen die Mitgliederzahlen auf 220.000. Bis zu seinem Tod wurde er noch am 21. Mai 1907 mit dem Charakter eines Majors der Landwehr-Jäger a. D. ausgezeichnet. Im April 1898 wurde er zudem zum Justizrat befördert.
1886 wurde Bruno Windisch Besitzer eines Anwesens bei Oberlößnitz und ließ das Haupthaus, nach ihm Haus Windisch genannt, 1901/1903 durch den Architekten Oskar Menzel mit neobarocken Formen aufwendig zum villenartigen Landhaus umgestalten. Dabei wurden die alten Fundamente und der Weinkeller erhalten, auch die äußere Kubatur blieb gleich.
Er wurde über seine gesamte Lebenszeit mit dem Albrechtsorden I. Klasse mit der Krone, dem Reußischen Ehrenkreuz II. Klasse, dem Eisernen Kreuz II. Klasse, dem preußischen Kronenorden III. Klasse, der goldenen Medaille zum Militär-St.-Heinrichs-Orden, der Landwehr-Dienstauszeichnung, dem Roten Adlerorden III. Klasse und dem Kriegsverdienstkreuz ausgezeichnet. Er wurde auf dem Radebeuler Friedhof bestattet.
Bruno Windisch war verheiratet und hatte vier Kinder, darunter Hans, Rudolf und Friedrich. Seine Söhne führten mit ihm und Rechtsanwalt Alexander Julius Hertel die Rechtsanwaltspraxis.

## Werke
- Mein Kriegstagebuch 1870/71. 2. Kompanie d. Kgl. Sächs. Jäger-Bat. Nr 13. 1914